# Овогенеза
Овогенезата е процес на образуване на хаплоидни полови клетки в яйчниците на женските организми. При човека първата фаза от образуването на яйцеклетките завършва още преди раждането на момичето.

## Фази
Яйцеклетките преминават през три фази, преди да се превърнат в напълно зрели и годни за оплождане клетки.
1. Фаза на размножаване – чрез бързи митотични деления от диплоидни родоначални клетки се получават диплоидни първоначални яйцеклетки – овогонии.
2. Фаза на нарастване – клетките не се размножават, а си натрупват хранителни вещества и се образува овоцити от I ред.
3. Фаза на зреене – образуване на овоцити от II ред и отделяне на полярни телца; получаване на хаплоидни яйцеклетки.

При овогенезата, за разлика от сперматогенезата, липсва фазата на формирането.
Фазата на нарастване при овогенезата е по-силно изразена, отколкото при сперматогенезата, тъй като при тази фаза се редуцира хаплоидният хромозомен набор. Тук се образуват една функционално зряла клетка, която след това участва в оплождането.